# Banáni (seriál)
Banáni jsou český webový seriál Televize Prima z roku 2023 vysílaný na streamovací platformě Prima+. Premiéru měl 18. října 2023.

## Příběh
V krabicích s banány je omylem doručena zásilka více než sto kilogramů kokainu do pohraniční prodejny českého supermarketového řetězce Schmëller Market. Skladník Jiří (Cyril Dobrý) převezme přivezené zboží a začne jej odnášet do skladu prodejny, jenže omylem převrhne krabice s banány, ze kterých vypadnou balíčky kokainu. Všechny balíčky kokainu společně uloží do dvou krabic od banánů a schová pod regál ve skladě. Následně se o přivezených drogách dozví vedoucí skladnice Šárka (Sandra Nováková) a hlídač prodejny Iggy (Ondřej Malý), kteří společně začnou vymýšlet plán toho, že drogy budou sami tajně prodávat a přivydělávat si tím.

## Obsazení
| Cyril Dobrý       | Jirka, skladník supermarketu          |
| Sandra Nováková   | Šárka, vedoucí skladnice supermarketu |
| Ondřej Malý       | Iggy, hlídač prodejny                 |
| Josef Carda       | Ivan, vedoucí prodejny                |
| Naďa Konvalinková | Mařenka, prodavačka, pokladní         |

## Seznam dílů
| Č. v seriálu | Původní název    | Režie           | Scénář      | Datum premiéry     | Sledovanost |
| ------------ | ---------------- | --------------- | ----------- | ------------------ | ----------- |
| 1            | Nečekaný nález   | Vojtěch Moravec | Tomáš Vávra | 18. října 2023     |             |
| 2            | A co teď         | Vojtěch Moravec | Tomáš Vávra | 18. října 2023     |             |
| 3            | Úspěchy a prohry | Vojtěch Moravec | Tomáš Vávra | 25. října 2023     |             |
| 4            | Stará paní       | Vojtěch Moravec | Tomáš Vávra | 1. listopadu 2023  |             |
| 5            | Byznys začíná    | Vojtěch Moravec | Tomáš Vávra | 8. listopadu 2023  |             |
| 6            | Změna pravidel   | Vojtěch Moravec | Tomáš Vávra | 15. listopadu 2023 |             |
| 7            | Opálený týpek    | Vojtěch Moravec | Tomáš Vávra | 22. listopadu 2023 |             |
| 8            | Konce a začátky  | Vojtěch Moravec | Tomáš Vávra | 22. listopadu 2023 |             |